# نادي بينيا ديبورتيفا
نادي بينيا ديبورتيفا هو نادي كرة قدم إسباني، تأسس في عام 1925م، يلعب في دوري الدرجة الثالثة الإسباني.

## تشكيلة اللاعبين
تشيتشو مينيسيس	دفاع
إريك بولانكو	دفاع
ماركوس بيريز	دفاع
باو بومار	دفاع
28 خوسي مانويل رويدا سامبيدرو وسط
ألبيرتو جوريز هجوم
12 فران نونيز هجوم
فرانسيسكو رودريغز هجوم
مانويل ساليناس هجوم